# Tracy Austin
Tracy Austin (n. 12 decembrie 1962, Palos Verdes, California, SUA) este o fostă jucătoare de tenis americană, care a fost timp de 22 săptămâni lider mondial în 1980.